# Heinrich Moritz Willkomm
Heinrich Moritz Willkomm (Herwigsdorf, Saxònia, 29 de juny de 1821 - Schloss Wartenberg a Straz pod Ralskem, Bohèmia, 26 d'agost de 1895) va ser un botànic alemany que també herboritzà per la península Ibèrica.
La seva signatura abreujada és: Willk..

## Biografia
Willkomm treballà entre d'altres a la Universitat de Leipzig. Va ser professor d'història natural a Tharandt després a la Universitat de Dorpat, i finalment de 1874 a 1892 professor i director de la Universitat Carles a Praga.
Va escriure molts llibres de botànica. A la dècada de 1840 viatjà a la península Ibèrica d'on és considerat una autoritat de la flora.
Junt amb Robert Hartig (1839-1901) es considera un funador de la fitopatologia forestal.
El commemora el gènere de plantes Willkommia dins la família (Poaceae). També, per exemple Viola wilkommi

## Algunes obres
- Zwei Jahre in Spanien und Portugal 1847
- Die Strand- und Steppengebiete der iberischen Halbinsel und deren Vegetation. Ein Beirag zur physikalischen Geographie, Geognosie und Botanik1852
- Die Halbinsel der Pyrenäen eine geographisch-statistische Monographie, nach den neuesten Quellen und nach eigener Anschauung 1855
- Grundzüge der Pflanzenverbreitung auf der iberischen Halbinsel 1896
- Icones et descriptiones plantarum novarum…, praecipue Hispaniae 1852–1862
- Atlas der Botanik1873
- Illustrationes florae Hispaniae insularumque Balearium 1881–1892
- Die pyrenäische Halbinsel : in drei Abteilungen / von Moritz Willkomm. - Prag : Tempsky, 1884.